# Аль Леонг
Аль Леонг (англ. Al Leong; 30 вересня 1952) — американський каскадер та кіноактор.

## Біографія
Аль Леонг народився 30 вересня 1952 року в місті Сент-Луїс, штат Міссурі. З середини 1980-х років почав брати участь у фільмах як каскадер і актор. Майже завжди з'являється на екрані в ролях бандитів, терористів та знавців бойових мистецтв. Знімався у таких фільмах, як «Великий переполох у малому Китаї» (1986), «Золоте дитя» (1986), «Смертельна зброя» (1987), «Міцний горішок» (1988), «Вони живуть» (1988), «Неймовірні пригоди Білла і Теда» (1989), «Чорний дощ» (1989), «Ангел пітьми» (1990), «Подвійний удар» (1991), «Розбірки у маленькому Токіо» (1991), «Біглий вогонь» (1992), «Гарячі голови! Частина 2» (1993), «Останній кіногерой» (1993), «Тінь» (1994), «Втеча з Лос-Анджелеса» (1996), «Годзілла» (1998), «Планета мавп» (2001), «Привиди Марса» (2001), «Цар скорпіонів» (2002), «Шибайголова» (2003), «Заручник» (2005).
Як режисер та сценарист зняв фільм «Тату, розкажи мені історію» (2000).

## Фільмографія
| Рік       |     | Українська назва                  | Оригінальна назва                  | Роль                                            |
| --------- | --- | --------------------------------- | ---------------------------------- | ----------------------------------------------- |
| 1983      | ф   | Сутінкова зона                    | Twilight Zone: The Movie           | в'єтнамець / каскадер                           |
| 1983      | ф   |                                   | Off the Wall                       | уболівальник                                    |
| 1983—1986 | с   | Ті Джей Гукер                     | T.J. Hooker                        | Nabutsu Hood #1 / інструктор з бойових мистецтв |
| 1983      | с   | Подружжя Гарт                     | Hart to Hart                       | Tai-Chi Man                                     |
| 1984      | с   | Лицар доріг                       | Knight Rider                       | вибивала Фонга                                  |
| 1984      | с   | Приватний детектив Магнум         | Magnum, P.I.                       | охоронець 2                                     |
| 1984—1986 | с   | Каскадери                         | The Fall Guy                       | Квон / Джонні                                   |
| 1984—1986 | с   | Команда А                         | The A-Team                         | різні ролі, каскадер                            |
| 1984      | ф   | Протокол                          | Protocol                           | кухар                                           |
| 1985      | ф   | Мій науковий проект               | My Science Project                 | в'єтнамський солдат / каскадер                  |
| 1985      | с   | Зрівнювач                         | The Equalizer                      | китаєць                                         |
| 1985      | с   | Мисливець                         | Hunter                             | китайський бандит                               |
| 1986      | с   | Зона сутінків                     | The Twilight Zone                  | власник                                         |
| 1986      | с   |                                   | Riptide                            | пан Йем                                         |
| 1986      | ф   | Золоте дитя                       | The Golden Child                   | каскадер                                        |
| 1986      | ф   | Великі неприємності               | Big Trouble                        | китайський робітник 2                           |
| 1986      | ф   | Великий переполох у малому Китаї  | Big Trouble in Little China        | людина з сокирою                                |
| 1987      | ф   | Смертельна зброя                  | Lethal Weapon                      | Ендо                                            |
| 1987      | ф   | Правосуддя Стіла                  | Steele Justice                     | довговолосий                                    |
| 1987      | с   | Саймон і Саймон                   | Simon & Simon                      | Юкі                                             |
| 1988      | с   | Макгайвер                         | MacGyver                           | Вейн Г. Лім                                     |
| 1988      | тф  | Занепалий ангел                   | Broken Angel                       | лідер банди                                     |
| 1988      | ф   | У неї буде дитина                 | She's Having a Baby                | фотограф                                        |
| 1988      | ф   | Бойовик Джексон                   | Action Jackson                     | шофер                                           |
| 1988      | ф   | Міцний горішок                    | Die Hard                           | Юлі                                             |
| 1988      | ф   | Вони живуть                       | They Live                          | азіат революціонер / каскадер                   |
| 1989      | ф   | Неймовірні пригоди Білла і Теда   | Bill & Ted's Excellent Adventure   | Чингісхан                                       |
| 1989      | ф   | Клітка                            | Cage                               | Тигр Джо                                        |
| 1989      | ф   | Чорний дощ                        | Black Rain                         | якудза вбивця / каскадер                        |
| 1989      | ф   | Дикий пляж                        | Savage Beach                       | Фу                                              |
| 1990      | ф   | Ангел пітьми                      | Dark Angel                         | торговець                                       |
| 1990      | ф   | Наслідки                          | Aftershock                         | боєць / каскадер                                |
| 1990      | ф   | Ордер на смерть                   | Death Warrant                      | Брюс                                            |
| 1990      | ф   | Чому я?                           | Why Me?                            | каскадер                                        |
| 1991      | ф   | Незворушний                       | Stone Cold                         | каскадер                                        |
| 1991      | ф   | Подвійний удар                    | Double Impact                      | каскадер                                        |
| 1991      | ф   | Розбірки у маленькому Токіо       | Showdown in Little Tokyo           | каскадер                                        |
| 1991      | ф   | Досконала зброя                   | The Perfect Weapon                 | Людина в барі Croc-Pit / каскадер               |
| 1992      | ф   | Нервові тики                      | Nervous Ticks                      | каскадер                                        |
| 1992      | ф   | Біглий вогонь                     | Rapid Fire                         | Мін                                             |
| 1992      | тф  | Сталеве правосуддя                | Steel Justice                      | охоронець 2                                     |
| 1992      | с   | Ворон                             | Raven                              | ніндзя / каскадер                               |
| 1993      | с   | Відступник                        | Renegade                           |                                                 |
| 1993      | в   | Поліцейський поза законом         | Martial Outlaw                     | грабіжник / каскадер                            |
| 1993      | ф   | Жорстоке полювання                | Hard Hunted                        | Ворон                                           |
| 1993      | ф   | Армія одинака                     | Joshua Tree                        | бойовик 9                                       |
| 1993      | ф   | Гарячі голови! Частина 2          | Hot Shots! Part Deux               | каскадер                                        |
| 1993      | ф   | Останній кіногерой                | Last Action Hero                   | каскадер                                        |
| 1994      | тф  | Подвійне життя Сари Вінсент       | Deconstructing Sarah               | каскадер                                        |
| 1994      | тф  | Зникаючий син 3                   | Vanishing Son III                  | Triad Lieutenant #1 / каскадер                  |
| 1994      | тф  | Зникаючий син 4                   | Vanishing Son IV                   | каскадер                                        |
| 1994      | с   | Кунг-фу: Відродження легенди      | Kung Fu: The Legend Continues      | китайський воєначальник / координатор трюків    |
| 1994      | ф   | Поліцейський з Беверлі-Гіллз 3    | Beverly Hills Cop III              | автослюсар / каскадер                           |
| 1994      | ф   | Тінь                              | The Shadow                         | тибетський водій                                |
| 1994      | ф   | Подвійний дракон                  | Double Dragon                      | Льюїс / каскадер                                |
| 1994      | ф   | Смертоносна мішень                | Deadly Target                      | охоронець                                       |
| 1996      | ф   | Втеча з Лос-Анджелеса             | Escape from L.A.                   | член банди / каскадер                           |
| 1997      | тф  | Ворон: Повернення Чорних Драконів | Raven: Return of the Black Dragons | бандит / каскадер                               |
| 1997      | ф   |                                   | Tuff Luk Klub                      | кузен Мін                                       |
| 1998      | ф   | Убивці на заміну                  | The Replacement Killers            | стрілець / каскадер                             |
| 1998      | ф   | Годзілла                          | Godzilla                           | член команди риболовецького судна / каскадер    |
| 1998      | ф   |                                   | Limo                               | Hack                                            |
| 1998      | ф   | Смертельна зброя 4                | Lethal Weapon 4                    | каскадер                                        |
| 2000      | с   | Шоу 70-х                          | That '70s Show                     | ніндзя                                          |
| 2000      | с   | Інші                              | The Others                         | містер Лі                                       |
| 2000      | ф   | Тато розкажи мені історію         | Daddy Tell Me a Story...           | Аль Ка Бонг / режисер, сценарист                |
| 2001      | ф   | Планета мавп                      | Planet of the Apes                 | каскадер                                        |
| 2001      | ф   | Привиди Марса                     | Ghosts of Mars                     | каскадер                                        |
| 2001      | ф   | Примара                           | The Ghost                          | бандит 2                                        |
| 2002      | с   | 24                                | 24                                 | Ніл Чой                                         |
| 2002      | ф   | Цар скорпіонів                    | The Scorpion King                  | майстер навчання / координатор боїв на мечах    |
| 2003      | ф   | Шибайголова                       | Daredevil                          | каскадер                                        |
| 2004      | с   | Дедвуд                            | Deadwood                           | робітник пральні / каскадер                     |
| 2004      | кф  |                                   | David Callaham: Writer Reel        | Дейв Каллагам                                   |
| 2005      | ф   | Заручник                          | Hostage                            | каскадер                                        |
| 2005      | ф   | Следж: Нерозказана історія        | Sledge: The Untold Story           | Зло Доктор                                      |
| 2005      | ф   | Заборонений воїн                  | Forbidden Warrior                  | Ян Цзе                                          |
| 2014      | ф   |                                   | Awesome Asian Bad Guys             | Аль                                             |
| 2016      | док |                                   | Henchman: The Al Leong Story       | грає себе                                       |